# Interpol (série télévisée)
Pour les articles homonymes, voir Interpol (homonymie).
Interpol est une série télévisée policière française en treize épisodes de 52 minutes créée par Franck Ollivier et diffusée entre le 20 mai 2010 et le 19 janvier 2012 sur TF1, en Belgique depuis le 21 mai 2011 sur La Une et en Suisse depuis le 11 mai 2011 sur TSR2.

## Distribution

### Acteurs principaux
- Serena Reinaldi : Stella Bianchi (saison 2)
- Philippe Hérisson : Lucas Pratt (saison 2 - 5 épisodes)
- Mark Grosy : Capitaine Antoine Kieffer
- Thomas Cerisola : Lieutenant Innocento Marciano
- Mar Sodupe : Lieutenant Gabriela Roman
- Junior Rondinaud : Lieutenant Eric Joly
- Richard Sammel : Schwartz (saison 1 + saison 2, ép. 1 à 4)
- Corinne Touzet : Capitaine Louise Verneuil (saison 1)

### Acteurs récurrents
- Eva Cendors : Militante tchétchène (2 épisodes)
- Charlie Nune : Lieutenant Charlie Mercier (pilote)

## Épisodes

### Première saison (2010-2011)
1. Le dernier cercle (Pilote)
2. Double jeu
3. La Vie devant soi
4. Nuit polaire
5. La Tête haute
6. Samia
7. Au pied du mur

### Deuxième saison (2012)
1. Les Larmes du jaguar
2. L'Inconnu de Prague
3. Seules dans la nuit
4. Les Poupées russes
5. Mort d'un ange
6. Soleil trompeur

## Commentaires
- Corinne Touzet annonce qu'elle quittera la série à l'issue de la saison 1. Elle sera remplacée par Serena Reinaldi, connue notamment pour avoir gagné en 2003 l'émission de télé réalité Nice People.
- Richard Sammel quittera la série au cours de la saison 2.
- En janvier 2014, aucune info n'a été donnée par la chaîne TF1 sur une potentielle saison 3 de sa série Interpol.
- C'est le remake de la série télévisée américaine FBI : Portés disparus